# Стерлинговая зона

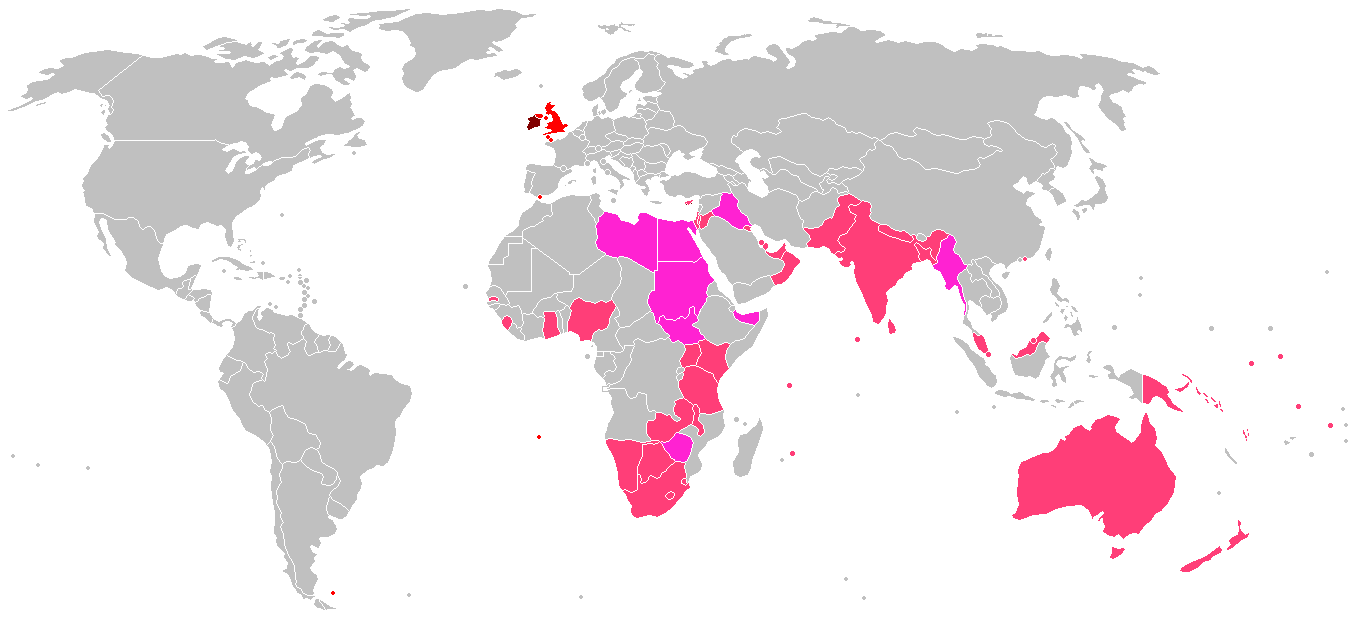
Стерлинговая зона
Стерлинговая зона в 2007 году
Страна, покинувшая зону после 1972 года (Ирландия)
Страны, покинувшие зону в 1972 году
Страны, покинувшие зону до 1972 года

Стерлинговая зона (англ. Sterling area) — возглавлявшаяся Великобританией валютная группировка стран, проводивших согласованную политику в области международных валютно-финансовых отношений с преимущественным использованием фунта стерлингов в валютных операциях.

## История
Предшественником зоны был «стерлинговый блок», возникший после того, как 21 сентября 1931 года в Великобритании был отменён золотой стандарт, и включавший территории Британской империи и некоторые другие страны, находившиеся в экономической зависимости от Великобритании.
Стерлинговая зона сложилась в начале Второй мировой войны с введением валютного контроля Великобританией и другими участниками зоны. Зона являлась крупнейшим валютным союзом по территории и численности входивших в неё стран. Общая площадь стран зоны составляла около 1/6 территории Земли, население — около 1 млрд человек. Основная причина объединения большого количества различных по уровню экономического развития стран в валютный союз — тесные экономические связи с Великобританией, сложившиеся в период английского колониального господства. Важное значение также имело традиционное осуществление международных расчётов через лондонский финансовый центр.
Существование стерлинговой зоны приносило Великобритании значительную экономическую выгоду, так как страны-участницы были крупным источником разнообразного сырья и рынком сбыта британских товаров. В 1970 году на долю стран зоны приходилось около 30 % английского экспорта и импорта. Стерлинговая зона служила также важнейшей сферой экспорта английского капитала и обеспечивала основную часть дохода от зарубежных инвестиций Великобритании.
Участие в зоне обеспечивало определённые преимущества и другим странам, которые пользовались льготным режимом при продаже товаров на английском рынке, некоторыми льготами при совершении операций на лондонском денежном рынке, почти полным отсутствием валютных ограничений при расчётах внутри зоны, а также пользовались английской экономической помощью.
За время существования зоны её состав неоднократно менялся. В послевоенный период из зоны вышли Египет, Судан, Израиль, Ирак, Бирма, Ливия. В начале 70-х годов XX века в зону входили страны — члены Содружества (кроме Канады и Южной Родезии), британские заморские территории и некоторые независимые государства.
В стерлинговую зону в этот период входили:
- в Европе — Великобритания, Гибралтар, Ирландия, Исландия, Мальта;
- в Азии — Бангладеш, Бахрейн, Гонконг, Индия, Иордания, Катар, Кипр, Кувейт, Малайзия, Народная Демократическая Республика Йемен, Объединённые Арабские Эмираты, Оман, Пакистан, Сингапур, Цейлон;
- в Африке — Ботсвана, Гамбия, Гана, Замбия, Кения, Лесото, Маврикий, Малави, Намибия, Нигерия, Свазиленд, Сейшельские острова, Сьерра-Леоне, Танзания, Уганда, Южно-Африканская Республика;
- в Америке — Барбадос, Британский Гондурас, Гайана, Тринидад и Тобаго, Ямайка;
- в Австралии и Океании — Австралия, Западное Самоа, Науру, Новая Зеландия, Папуа — Новая Гвинея, Тонга, Фиджи.

Основные черты валютного механизма зоны в указанный период:
1) поддержание определённого курса национальных валют к фунту стерлингов;
2) более льготный режим обратимости между валютами зоны по сравнению другими валютами;
3) наличие внутри зоны единой системы валютного контроля, распространяющийся прежде всего на валютный оборот стран с остальным миром;
4) участие ряда стран зоны в общем валютном фонде путём сдачи в централизованный резерв в Лондоне по твёрдому фиксированному курсу всей или части выручки в долларах или других валютах, а также золота;
5) хранение значительной части валютных резервов в фунтах стерлингов в виде стерлинговых авуаров в английских банках.
Система валютного контроля в этот период обеспечивала максимально возможную свободу валютного оборота внутри зоны и контроль над сделками вне зоны. Система создавала определённые преимущества для Великобритании в доступе к материальным и финансовым ресурсам зоны. Для этого использовались валютное лицензирование, системы различных валютных счетов с разными режимами совершения валютных операций и др. Общий валютный фонд концентрировался в Валютном уравнительном фонде английского казначейства.
Стерлинговая зона юридически не имела централизованного руководящего органа, её деятельность осуществлялась валютными органами стран-участников. Однако рекомендации Банка Англии играли большую роль в разработке и осуществлении валютной политики зоны. Координация валютной политики стран зоны осуществлялась также конференциями стран — членов Содружества и конференциями министров финансов.
Постепенно значение фунта стерлингов как центральной валюты зоны снижалось, возрастали центробежные тенденции. В 1967 году во время девальвации фунта стерлингов многие страны зоны (Австралия, Иордания, Ливия, Малайзия, Нигерия, Пакистан, ЮАР и др.) не понизили курс своих национальных валют. Доллар США стал использоваться в качестве основной резервной валюты в большинстве стран зоны.
23 января 1972 года Великобритания ввела плавающий курс фунта и в одностороннем порядке отменила льготный режим валютных расчётов практически со всеми странами зоны. С этой даты валютный контроль не распространялся только на «списочные территории» зоны, в числе которых остались Великобритания, Ирландия и Гибралтар. К остальным странам применялись практически те же нормы валютного контроля, что и к странам, не входившим в зону.
Вступление Великобритании в 1973 году в Европейское экономическое сообщество ещё более снизило роль стерлинговой зоны, а также возможности использования фунта стерлингов в качестве центральной валюты зоны. Страны зоны постепенно отказывались от установления твёрдого курса национальных валют к фунту стерлингов. В сентябре 1975 года отказалась от привязки курса рупии к фунту крупнейшая страна зоны — Индия.
С ноября 1976 года английским банкам было запрещено предоставлять краткосрочные (до 6 месяцев) кредиты в фунтах стерлингов для финансирования торговли стран зоны; это ограничение не распространялось только на списочные территории. Ирландия, присоединившись к Европейской валютной системе, ввела с 18 декабря 1978 года валютный контроль с английскими резидентами и фактически вышла из числа списочных территорий.